# Conjunt d'habitatges del Banc Urquijo
El conjunt d'habitatges del Banc Urquijo és un conjunt arquitectònic situat als carrers de Raset i Modollel al barri de Sant Gervasi-Galvany de Barcelona, inclòs a l'Inventari del Patrimoni Arquitectònic de Catalunya.

## Història i descripció
Es tracta d'una obra de maduresa de Josep Antoni Coderch, on culmina la seva recerca tipològica i distributiva de l'habitatge burgès. El seu estil es caracteritza per les façanes amb retranquejos de formes orgàniques i irregulars però amb una volumetria clara. Aquestes premisses es veuen clarament en aquest projecte i tindran una indubtable influència en l'arquitectura catalana de les dècades posteriors. Coderch defensava una tornada a la modernitat de l'arquitectura popular mediterrània, de tal manera que no és estrany que un dels seus referents fos l'italià Gio Ponti, fundador i editor de la revista DOMUS.
S'ubica en un solar rectangular de 100 m de llarg per 67 d'amplada, aixamfranat en les quatre cantonades i té un pendent del 8%. Es tracta d'un conjunt de sis blocs de pisos petits tot i que en el projecte preliminar es va pensar en un edifici únic molt alt. El canvi de projecte prové de la voluntat de vincular l'arquitectura al lloc on s'ubica i oferir una major calma a l'àrea unificant les característiques arquitectòniques amb els edificis circumdants. Aquest és el motiu pel qual varen afegir-se zones amb jardí.
Els blocs s'organitzen regularment adaptant-se als pendents i les irregularitats del terreny i, tot i ser exempts, es vinculen entre ells amb un cos sota rasant. Alguns dels blocs són de tres plantes i un àtic retranquejat, mentre que altres tenen un sobreàtic; són cases molt luxoses.
Cada planta té dos habitatges simètrics respecte a l'eix central, que és un ascensor principal aïllat i un annex de muntacàrregues a l'escala. Aquesta disposició permet un doble accés a l'habitatge: un que porta a la cuina i l'altre a través d'un ampli vestíbul que porta a la zona de dia i de nit. La zona de nit està format per tres habitacions dobles amb bany i vestidor.
Respecte a l'àtic, gairebé en tots els casos conserva el mateix nombre d'habitatges i la mateixa distribució que la resta de les plantes tot i que en aquest cas només té dues habitacions.
La façana presenta persianes mallorquines. Les irregularitats de la planta es tradueixen en entrants i sortints que generen un joc de llums i ombres. Aquests canvis de volum permeten donar intimitat visual als espais interiors.
En l'àmbit general, cal destacar la correcta zonificació de les diferents dependències -tot exterior. I la correcta comunicació de l'espai útil. També és molt interessant l'extensió de les habitacions amb balcó, convertits en àmplies terrasses exteriors als dos costats de la sala d'estar. El resultat és una transparència creuada que amplia l'espai interior.